# La Cellette (Creuse)
La Cellette település Franciaországban, Creuse megyében. Lakosainak száma 251 fő (2022. január 1.). La Cellette Bétête, Genouillac, Moutier-Malcard, Nouziers, Tercillat és Sazeray községekkel határos.

## Népesség
A település népességének változása:
| Lakosok száma | 576  | 441  | 340  | 274  | 268  | 270  | 254  | 243  | 239  | 251  |
|               | 1968 | 1982 | 1990 | 2006 | 2013 | 2015 | 2017 | 2019 | 2020 | 2022 |